# Ptaki stymfalijskie
Ptaki stymfalijskie, stymfalidy (gr. Στυμφαλίδες ὄρνιθες, Stymphalídes órnithes, łac. Aves Stymphalides) – w mitologii greckiej poświęcone Aresowi ptaki o dziobach, szponach i skrzydłach z żelaza, które zasiedliły okolice bagien nad jeziorem Stymfalos w peloponeskiej Arkadii. Żywiące się mięsem stwory zabijały ludzi i stada dziobami i wyrzucanymi jak strzały żelaznymi piórami, a ich odchody były trujące. Wskutek tego, ludna i bogata okolica zaczęła zamieniać się w pustkowie.
Szósta praca Heraklesa zlecona przez króla Myken Eurysteusza, polegała na wytrzebieniu stada morderczych ptaków. W tym celu Atena obdarzyła go wykonanymi przez Hefajstosa kołatkami (bądź grzechotkami) ze spiżu, których dźwięk wypłoszył ptactwo, tak by heros mógł je powystrzelać z łuku. Według wersji odnotowanej przez Pauzaniasza w ślad za epicznym poetą Pizandrem z Kamiros, przyjęto, że Herakles nie pozabijał ptaków, tylko przepędził je dźwiękiem kołatek krotale. Resztki stymfalidów znalazły schronienie na Wyspie Aresa (Aretias) na Morzu Czarnym, skąd ostatecznie zostały przepędzone przez Argonautów w ich drodze do Kolchidy.
Świadectwem upamiętnienia tego mitu przez starożytnych są monety z podobiznami Heraklesa i ptaków bite w IV wieku p.n.e. przez peloponeskie miasto Stymfalia. Scena walki herosa z morderczymi ptakami występuje już w greckim malarstwie wazowym; później wyobrażali ją twórcy różnych epok: od Albrechta Dürera do Gustave’a Moreau.